# Luba (folkslag)
Luba eller baluba är ett bantufolk, omkring 10 miljoner personer, i centrala Afrika, huvudsakligen i regionerna Kasaï och Katanga i Kongo-Kinshasa.

## Historia
På 1500-talet grundade de tillsammans med flera närbesläktade stammar ett kungarike, som omfattade stora områden väster om Tanganyikasjön. 
Balubas har ett välutvecklat jordbruk, som huvudsakligen sköts av kvinnorna, medan männen framför allt ägnar sig åt hantverk. Deras konstnärliga uttrycksform är rikt varierad och särskilt kända är deras i trä snidade skulpturer och bruksföremål. 
Under det belgiska kolonialväldet gjorde lubafolket motstånd mot den belgiska övermakten. Från 1895 och fram till 1917 ledde lubafolket under ledaren Kasongo Nyembo ett starkt motstånd som belgarna inte fick kontroll över. 